# Hilde Vautmans
Hilde Josée Jeanne Vautmans (Sint-Truiden, 2 maggio 1972) è una politica belga fiamminga, membro dei Liberali e Democratici Fiamminghi Aperti.
Dopo essere stata per due legistarure (51°, 52°) deputato federale dal 2003 al 2010, diventa successivamente eurodeputata il 1º gennaio 2015.

## Biografia

### Formazione
Si è laureata in sociologia e criminologia presso la Katholieke Universiteit Leuven.

### Carriera politica
È membro dei Liberali e Democratici Fiamminghi (Open VLD). Ha lavorato come assistente di parlamentari e commessa nell'amministrazione governativa.
È stata consigliera a Wellen e Hasselt. Dal 2003 al 2010 ha fatto parte della Camera dei rappresentanti federale per due mandati. Poi ha lavorato come segretaria della fazione del suo partito nel Parlamento belga. Nel 2013 è diventata membro delle autorità municipali di Sint-Truiden.

#### Europarlamentare

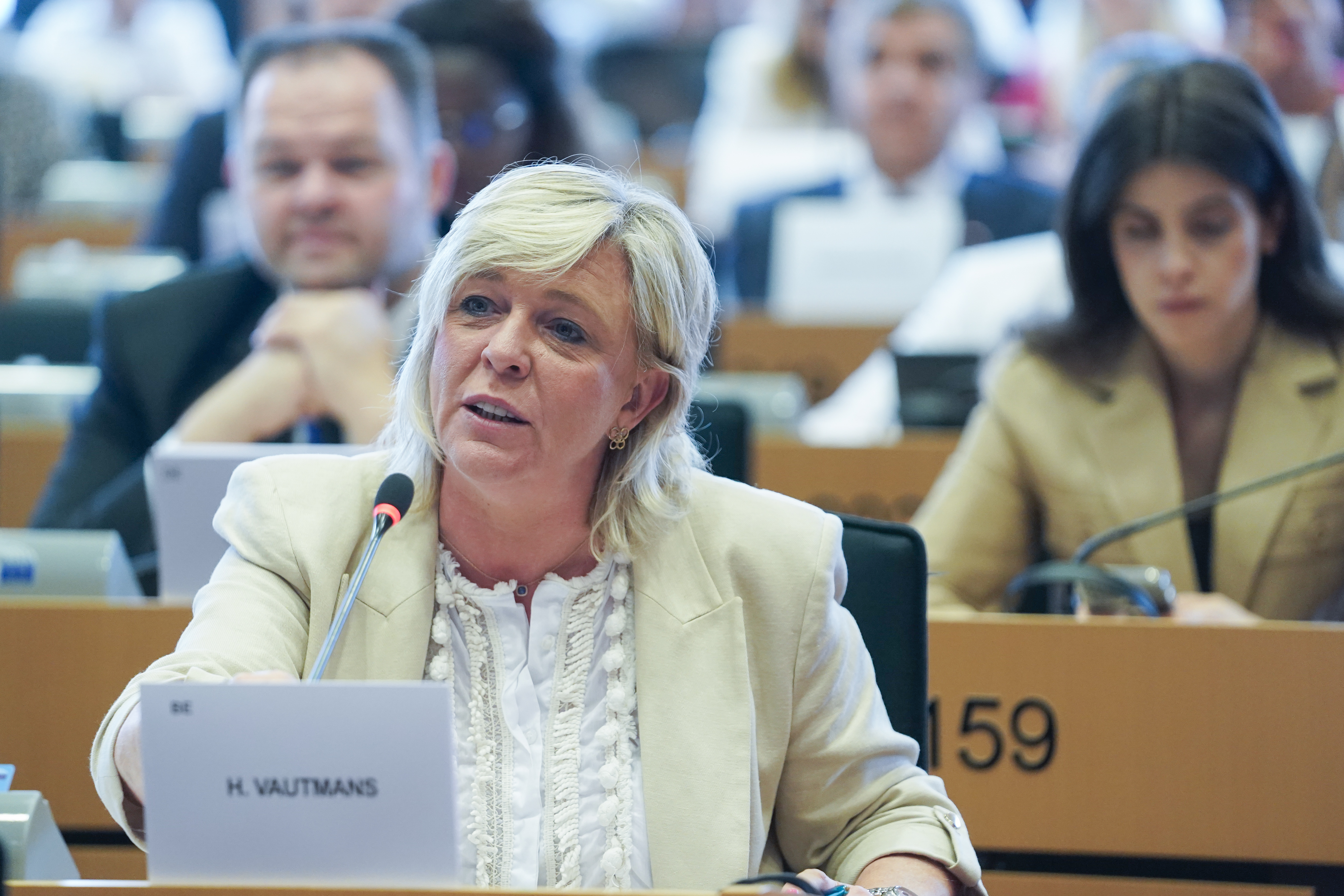
Hilde Vautmans nel 2024

Nelle elezioni del 2014, è stata candidata al Parlamento europeo, dopo che Annemie Neyts-Uyttebroeck lasciò il Parlamento Europeo alla fine del 2014, Vautmans la succedette. Nel PE, è entrata a far parte del Gruppo dell'Alleanza dei Democratici e dei Liberali per l'Europa. Nel 2019 si è candidata per un secondo mandato.